# Leon V
Leon V xứ Armenia (tiếng Hy Lạp: Λέων Ε΄ ὁ Ἀρμένιος, Leōn V ho Armenios; tiếng Armenia: Լևոն Ե Հայ; 775 – 25 tháng 12, 820) là Hoàng đế Đông La Mã từ năm 813 đến 820. Với tư cách là một vị tướng cấp cao, ông buộc người tiền nhiệm của mình là Mikhael I Rangabe phải thoái vị và chiếm lấy ngai vàng. Ông kết thúc cuộc chiến tranh kéo dài cả thập kỷ với người Bulgar và bắt đầu giai đoạn thứ hai của phong trào bài trừ thánh tượng của Đông La Mã. Về sau Leon bị Mikhael xứ Amoria, một trong những thuộc tướng đáng tin cậy nhất của mình ám sát rồi ung dung kế thừa ngôi vị hoàng đế.

## Tiểu sử

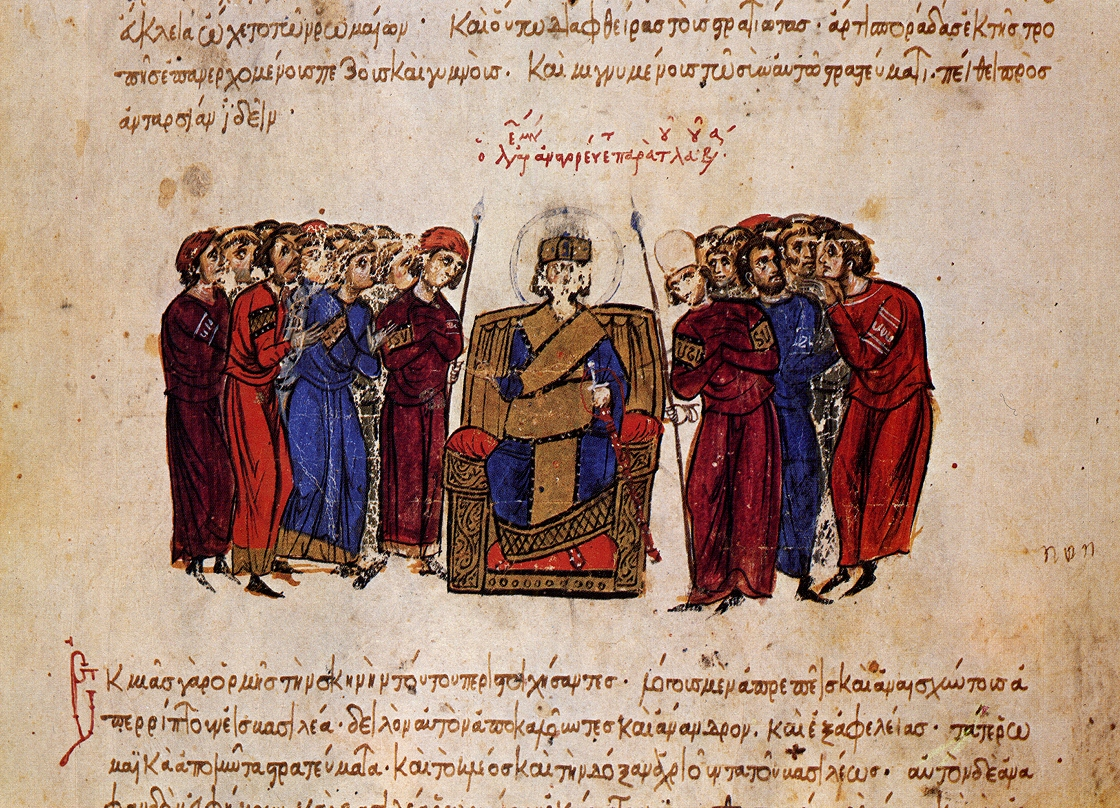
Quần thần tôn phò Leon làm hoàng đế, bức tiểu họa lấy từ cuốn Madrid Skylitzes

Leon là con trai của nhà quý tộc (patrikios) Bardas, gốc gác Armenia (theo một nguồn sử liệu về sau thì Leon còn là người gốc Assyria). Leon bắt đầu sự nghiệp của mình khi phụng sự dưới trướng viên tướng phản loạn Bardanes Tourkos, nhận thấy cuộc dấy loạn này chẳng có kết cục tốt đẹp gì mấy nên ông đã rời bỏ phản quân mà quy thuận hoàng đế Nikephoros I. Hoàng đế cả mừng bèn ban thưởng cho Leon hai tòa dinh thự, nhưng về sau đổi ý lưu đày ông vì việc kết hôn với con gái của một kẻ dấy loạn khác là nhà quý tộc Arsaber. Mặt khác, một nguồn sử liệu đương thời nói rằng một viên tướng tên gọi Leon tỉnh Armeniakon thema bị trừng phạt vì thất bại nhục nhã trước người Ả Rập mà qua đó ông cũng để mất mát tiền lương trong đơn vị quân thema của mình (một học giả ngày nay ngờ rằng Leon này không giống với hoàng đế). Sự trừng phạt còn bao gồm việc giáng cấp bậc quân đội, đánh đập và cắt tóc làm nhục.
Mãi đến khi được hoàng đế Mikhael I Rangabe triệu về trao cho chức quan vào năm 811, Leon mới trở thành thống đốc Anatolic thema và tự mình tiến hành một cuộc chiến tranh chống lại người Ả Rập vào năm 812, đánh bại toàn quân của thughur Cilicia dưới sự chỉ huy của Thabit ibn Nasr. Leon may mắn sống sót qua trận đánh ở Versinikia vào năm 813 nhờ rời bỏ chiến trường, nhưng vẫn nắm lấy lợi thế của lần thất bại này để buộc Mikhael I phải thoái vị thuận theo ý mình vào ngày 11 tháng 7 năm 813. Theo một động thái ngoại giao, ông đã viết một bức thư cho viên Thượng phụ Nikephoros để cam đoan về tính chính thống của mình (Nikephoros rõ ràng lo ngại một sự hồi sinh phong trào bài trừ thánh tượng có thể xảy ra). Một tháng sau, khi đang trên đường tiến về phía Cung điện, ông đã quỳ xuống trước biểu tượng của Chúa Kitô tại cổng Chalke. Một bước tiến xa hơn nhằm đề phòng vụ tiếm vị tương tự trong tương lai chính là hạ lệnh thiến những đứa con trai của Mikhael.
Trong khi Hãn xứ Bulgaria là Krum đang phong tỏa Constantinopolis trên đất liền, Leon V nhận thấy mình như lâm vào tình trạng bấp bênh. Ông đề nghị đàm phán trực tiếp với quân xâm lược và cố gắng giết chết tên vua này trong một vụ phục kích. Mưu mẹo thất bại và dù cho Krum đã từ bỏ cuộc vây hãm thủ đô, ông cũng chiếm giữ và làm sụt giảm dân số ở Adrianopolis và Arkadioupolis (Lüleburgaz). Khi Krum mất vào mùa xuân năm 814, Leon V đã đánh bại người Bulgaria ở vùng ven Mesembria (Nesebar) và hai nước rốt cuộc cũng ký kết hòa ước kéo dài 30 năm vào năm 815. Theo một số nguồn tư liệu, Krum có tham gia vào trận đánh và vội vàng rút khỏi chiến trường trong tình trạng khắp người bị thương nặng.
Với chính sách tôn thờ thánh tượng từ người tiền nhiệm của mình gắn liền với thất bại dưới tay của người Bulgaria và người Ả Rập, Leon V đã cho mở lại phong trào bài trừ thánh tượng sau khi phế bỏ thượng phụ Nikephoros và triệu tập một công đồng ở Constantinopolis vào năm 815. Hoàng đế đã sử dụng chính sách bài trừ thánh tượng phần nào vừa phải nhằm chiếm đoạt tài sản của phái tôn thờ thánh tượng và các tu viện, chẳng hạn như Tu viện Stoudios giàu "nứt đố đổ vách" mà người có ảnh hưởng đến phái này là tu viện trưởng Theodorus Studita đã bị đi đày.
Leon V đã bổ nhiệm những tướng lĩnh có thẩm quyền từ trong đám chiến hữu của ông, bao gồm Mikhael xứ Amoria và Thomas người Slav. Ông cũng tiến hành khủng bố người dân của phái Paulicia. Khi Leon tống giam Mikhael vì nghi ngờ y có mưu đồ bất chính, về sau cũng chính người này đã tổ chức vụ ám sát hoàng đế trong chốn giáo đường St. Stephen vào ngày Giáng Sinh năm 820. Vụ việc xảy ra khi Leon tham dự buổi lễ cầu kinh thì một nhóm sát thủ giả dạng thành các tu sĩ đột nhiên vứt bỏ áo choàng và rút vũ khí ra. Trong ánh sáng lờ mờ họ nhầm tưởng một vị linh mục đang cử hành lễ cho Hoàng đế và sự nhầm lẫn này cho phép Leon kịp thời vồ lấy một cây thánh giá nặng trịch từ trên bàn thờ mang ra phòng thân. Ông lớn tiếng kêu gọi đội cận vệ tới cứu mình nhưng những kẻ mưu phản đã chặn cửa lại và chỉ trong chốc lát một nhát chém đã chặt đứt cánh tay của hoàng đế, khiến ông quỵ ngã trước bàn thờ thánh lễ, chính tại đây thi thể của Leon còn bị băm vằm thành trăm mảnh. Hài cốt bị trút xuống một cách thô bạo trong đống tuyết và đám sát thủ vội vã bước vào ngục tối giải thoát cho Mikhael II. Thật không may cho chúng là Leon đã giấu chìa khóa trên người, chưa kể trời lúc đó vẫn còn quá sớm để mà tìm cho được một người thợ rèn nên Mikhael đã vội vàng lên ngôi Hoàng đế với những cái móc sắt chung quanh đôi chân của ông. Sau lễ đăng quang chớp nhoáng, Mikhael liền hạ lệnh đày cả nhà của Leon (kể cả mẹ và người vợ Theodosia của ông) đến tu viện ở Quần đảo Hoàng Tử. Bốn người con trai của ông (bao gồm cả cựu đồng hoàng đế Symbatios) đều bị đem ra thiến,một thủ tục rất tàn nhẫn được thi hành khiến một người trong số họ đã phải bỏ mạng trong lúc "thao tác". Riêng người con gái Marie Habitos vẫn sống sót mãi sau bà chết vì tuổi già 
Ngay cả nguồn tư liệu chống đối kịch liệt Leon (Theophanes Continuatus, thượng phụ Nikephoros) đều phải thừa nhận tài cán của ông trong việc quản lý chính sự của đế quốc hồi bấy giờ. Rủi thay, giống như với tất cả các hoàng đế thuộc phái bài trừ thánh tượng, hành động và ý định của ông không dễ gì mà tái hiện được do thành kiến cực đoan từ các nguồn tư liệu của phái thờ thánh tượng (vì phần lớn nguồn tư liệu đương thời của phái bài trừ thánh tượng đều đã thất truyền).

## Gia đình
Leon V có với hoàng hậu Theodosia, con gái của patrikios Arsaber, vài đứa con bao gồm:
- Symbatios (Συμβάτιος), đổi tên thành Konstantinos, đồng hoàng đế từ năm 814 đến 820.
- Basil
- Gregory
- Theodosios (mất năm 820)